# I Giochi panamericani giovanili
I I Giochi panamericani giovanili sono una manifestazione multisportiva che si è tenuta dal 25 novembre al 4 dicembre 2021, a Cali, in Colombia.

## Assegnazione
Per la prima edizione dei Giochi panamericani giovanili quattro città proposero la loro candidatura: Cali, Santa Ana e Monterrey. Cali è stata scelta come città ospitante dal Comitato Esecutivo a San José il 27 marzo 2019; nel 2021 sarà il cinquantesimo anniversario dei VI Giochi panamericani, che si svolsero nel 1971.

## Sedi di gara
Cali è stata il luogo principale della manifestazione, organizzata assieme ad altre sei città colombiane: Buga, Yumbo, Jamundí, Calima, Palmira e Barranquilla.
Lo Stadio olimpico Pascual Guerrero è stata la sede principale, ha una capacità di circa 40.000 posti e ha ospitato la cerimonia di apertura e di chiusura della manifestazione. Nello stesso stadio si sono disputate le gare di Atletica leggera. Il palazzetto dello sport Coliseo El Pueblo, la cui capienza è di 12.000 spettatori, ha ospitato le gare di ginnastica artistica, il velodromo Alcides Nieto Patiño le gare di ciclismo su pista, la Evangelista Mora Arena quelle di pallavolo e le piscine Hernando Botero O'byrne le gare di nuoto. In altri impianti di Cali si sono svolti anche gli altri sport, a eccetto del baseball il cui torneo si è disputato Baranquilla, mentre a Jamundi si sono disputati i tornei di judo e karate, a Buga pugilato e ciclismo su strada, a Calima gli sport di remi, la vela e il triathlon e a Palmira il tiro con l'arco e il tennistavolo.

## I Giochi

### Paesi partecipanti
| - Antigua e Barbuda (ANT) - Argentina (ARG) - Aruba (ARU) - Bahamas (BAH) - Barbados (BAR) - Belize (BIZ) - Bermuda (BER) - Bolivia (BOL) - Brasile (BRA) - Canada (CAN) - Cile (CHI) - Colombia (COL) - Costa Rica (CRC) - Cuba (CUB) | - Dominica (DMA) - Ecuador (ECU) - El Salvador (ESA) - Grenada (GRN) - Guatemala (GUA) - Guyana (GUY) - Haiti (HAI) - Honduras (HON) - Isole Cayman (CAY) - Isole Vergini Britanniche (IVB) - Isole Vergini Americane (ISV) - Giamaica (JAM) - Messico (MEX) - Stati Uniti (USA) | - Panama (PAN) - Paraguay (PAR) - Perù (PER) - Porto Rico (PUR) - Rep. Dominicana (DOM) - Saint Kitts e Nevis (SKN) - Saint Vincent e Grenadine (VIN) - Saint Lucia (LCA) - Suriname (SUR) - Trinidad e Tobago (TRI) - Uruguay (URU) - Stati Uniti (USA) - Venezuela (VEN) |

## Sport
Gli sport olimpici non presenti nei giochi giovanili sono: calcio, pallacanestro (5x5), canoa slalom, pallanuoto, equitazione, hockey su prato, nuoto in acque libere e rugby a sette.
- Atletica leggera (dettagli)
- Badminton (dettagli)
- Baseball (dettagli)
- Beach volley (dettagli)
- Bowling (dettagli)
- Canottaggio (dettagli)
- Canoa/kayak (dettagli)
- BMX (dettagli)
- Ciclismo su strada (dettagli)
- Ciclismo su pista (dettagli)
- Mountain biking (dettagli)
- Ginnastica ritmica (dettagli)
- Ginnastica artistica (dettagli)
- Trampolino elastico (dettagli)

- Judo (dettagli)
- Karate (dettagli)
- Lotta (dettagli)
- Nuoto (dettagli)
- Nuoto artistico (dettagli)
- Pallacanestro 3x3 (dettagli)
- Pallamano (dettagli)
- Pallavolo (dettagli)
- Pattinaggio artistico a rotelle (dettagli)
- Pattinaggio di velocità (dettagli)
- Pentathlon moderno (dettagli)
- Pugilato (dettagli)

- Scherma (dettagli)
- Skateboard (dettagli)
- Softball (dettagli)
- Sollevamento pesi (dettagli)
- Squash (dettagli)
- Taekwondo (dettagli)
- Tennis (dettagli)
- Tennistavolo (dettagli)
- Tiro a segno (dettagli)
- Tiro con l'arco (dettagli)
- Triathlon (dettagli)
- Tuffi (dettagli)
- Vela (dettagli)

## Calendario
| A | Cerimonia di apertura |  | Competizioni |  | Finali | C | Cerimonia di chiusura |

| Novembre/Dicembre     | Novembre/Dicembre    | M 23 | M 24 | G 25 | V 26 | S 27 | D 28 | L 29 | M 30 | M 1 | G 2 | V 3 | S 4 | D 5 | Totale |
| --------------------- | -------------------- | ---- | ---- | ---- | ---- | ---- | ---- | ---- | ---- | --- | --- | --- | --- | --- | ------ |
| Cerimonie             | Cerimonie            |      |      | A    |      |      |      |      |      |     |     |     |     | C   |        |
| Atletica leggera      | Atletica leggera     |      |      |      |      |      |      |      | 5    | 7   | 12  | 12  | 9   |     | 45     |
| Badminton             | Badminton            |      |      |      |      |      |      | 3    |      |     |     |     |     |     | 3      |
| Nuoto                 | Nuoto artistico      |      |      |      |      |      |      |      |      |     |     | 2   | 2   |     | 4      |
| Nuoto                 | Tuffi                |      |      | 1    | 2    | 2    | 2    |      |      |     |     |     |     |     | 7      |
| Nuoto                 | Nuoto                |      |      |      | 8    | 7    | 9    | 6    | 6    |     |     |     |     |     | 36     |
| Tiro con l'arco       | Tiro con l'arco      |      |      |      |      |      | 8    |      |      |     |     |     |     |     | 8      |
| Baseball Softball     | Baseball             |      |      |      |      |      |      |      |      |     | 1   |     |     |     | 1      |
| Baseball Softball     | Softball             |      |      |      |      |      |      |      |      |     | 1   |     |     |     | 1      |
| Pallacanestro 3x3     | Pallacanestro 3x3    |      |      |      |      |      |      |      | 2    |     |     |     |     |     | 2      |
| Bowling               | Bowling              |      |      |      |      |      | 2    |      | 2    |     |     |     |     |     | 4      |
| Pugilato              | Pugilato             |      |      |      |      |      |      |      |      | 13  |     |     |     |     | 13     |
| Canoa/kayak           | Canoa/kayak          |      |      |      | 6    | 6    |      |      |      |     |     |     |     |     | 12     |
| Ciclismo              | BMX                  |      |      |      |      | 2    |      |      |      |     |     |     |     |     | 2      |
| Ciclismo              | Ciclismo MTB         |      |      |      |      | 2    |      |      |      |     |     |     |     |     | 2      |
| Ciclismo              | Ciclismo su strada   |      |      |      |      |      |      |      |      | 2   | 1   | 1   |     |     | 4      |
| Ciclismo              | Ciclismo             |      |      |      | 3    | 2    | 2    | 5    |      |     |     |     |     |     | 12     |
| Scherma               | Scherma              |      |      |      |      |      |      |      |      |     |     | 2   | 2   | 2   | 6      |
| Ginnastica            | Ginnastica artistica |      |      |      | 2    | 2    | 5    | 5    |      |     |     |     |     |     | 14     |
| Ginnastica            | Ginnastica ritmica   |      |      |      |      |      |      |      |      |     |     |     | 2   | 6   | 8      |
| Ginnastica            | Trampolino elastico  |      |      |      |      |      |      |      |      |     |     |     | 4   |     | 4      |
| Pallamano             | Pallamano            |      |      |      |      |      | 1    |      |      |     |     |     | 1   |     | 2      |
| Judo                  | Judo                 |      |      |      | 7    | 7    | 1    |      |      |     |     |     |     |     | 15     |
| Karate                | Karate               |      |      |      |      |      |      |      |      |     |     | ●   | 4   | 6   | 10     |
| Pentathlon moderno    | Pentathlon moderno   |      |      |      |      |      |      |      |      |     | ●   | ●   | ●   | 3   | 3      |
| Pattinaggio a rotelle | Artistico            |      |      |      |      |      |      |      |      |     |     | ●   | 2   |     | 2      |
| Pattinaggio a rotelle | Skateboard           |      |      |      | 2    |      |      |      |      |     |     |     |     |     | 2      |
| Pattinaggio a rotelle | Velocità             |      |      |      |      |      |      |      |      | 4   | 8   |     |     |     | 12     |
| Canottaggio           | Canottaggio          |      |      |      |      |      |      |      |      |     | 2   | 4   | 4   |     | 10     |
| Vela                  | Vela                 |      |      |      |      |      |      |      |      |     |     |     | 4   |     | 4      |
| Tiro a segno          | Tiro a segno         |      |      |      | 2    | 2    | 2    |      |      |     |     |     |     |     | 6      |
| Squash                | Squash               |      |      |      |      | 2    |      | 3    |      | 2   |     |     |     |     | 7      |
| Tennistavolo          | Tennistavolo         |      |      |      |      |      |      |      |      |     |     |     |     | 2   | 2      |
| Taekwondo             | Taekwondo            |      |      |      | 5    | 3    |      |      |      |     |     |     |     |     | 8      |
| Tennis                | Tennis               |      |      |      |      |      |      |      |      |     |     | 3   | 2   |     | 5      |
| Triathlon             | Triathlon            |      |      |      | 2    |      | 1    |      |      |     |     |     |     |     | 3      |
| Pallavolo             | Beach volley         |      |      |      |      |      |      |      |      |     |     |     | 2   |     | 2      |
| Pallavolo             | Pallavolo            |      |      |      |      |      |      |      | 1    |     |     |     |     | 1   | 2      |
| Sollevamento pesi     | Sollevamento pesi    |      |      |      | 4    | 4    | 4    | 2    |      |     |     |     |     |     | 14     |
| Lotta                 | Lotta                |      |      |      |      |      |      |      |      | 6   | 3   | 5   | 4   |     | 18     |
| Medaglie              | Medaglie             |      |      | 1    | 43   | 41   | 37   | 24   | 16   | 34  | 28  | 29  | 42  | 20  | 315    |
| Totale medaglie       | Totale medaglie      |      |      | 1    | 44   | 85   | 122  | 146  | 162  | 196 | 224 | 253 | 295 | 315 | 315    |

## Medagliere
Paese organizzatore
| Posiz. | Nazione             | Oro | Argento | Bronzo | Totale |
| ------ | ------------------- | --- | ------- | ------ | ------ |
| 1      | Brasile             | 59  | 49      | 55     | 163    |
| 2      | Colombia            | 48  | 34      | 63     | 145    |
| 3      | Stati Uniti         | 47  | 29      | 38     | 114    |
| 4      | Messico             | 46  | 78      | 48     | 172    |
| 5      | Cuba                | 29  | 19      | 22     | 70     |
| 6      | Argentina           | 19  | 22      | 32     | 73     |
| 7      | Ecuador             | 15  | 14      | 24     | 53     |
| 8      | Cile                | 12  | 15      | 31     | 58     |
| 9      | Porto Rico          | 8   | 4       | 8      | 20     |
| 10     | Uruguay             | 8   | 3       | 3      | 14     |
| 11     | Venezuela           | 7   | 8       | 21     | 36     |
| 12     | Perù                | 6   | 15      | 14     | 35     |
| 13     | Rep. Dominicana     | 5   | 8       | 10     | 23     |
| 14     | Canada              | 4   | 1       | 5      | 10     |
| 15     | Paraguay            | 2   | 4       | 4      | 10     |
| 16     | Costa Rica          | 2   | 3       | 5      | 10     |
| 17     | Aruba               | 2   | 1       | -      | 3      |
| 18     | Guatemala           | 1   | 5       | 10     | 16     |
| 19     | Bolivia             | 1   | 1       | 2      | 4      |
| 20     | El Salvador         | -   | 3       | 5      | 8      |
| 21     | Trinidad e Tobago   | -   | 1       | 1      | 2      |
| 22     | Bermuda             | -   | 1       | -      | 1      |
| 22     | Grenada             | -   | 1       | -      | 1      |
| 22     | Guyana              | -   | 1       | -      | 1      |
| 22     | Nicaragua           | -   | 1       | -      | 1      |
| 22     | Saint Kitts e Nevis | -   | 1       | -      | 1      |
| 27     | Panama              | -   | -       | 5      | 5      |
| 28     | Bahamas             | -   | -       | 1      | 1      |
| 28     | Barbados            | -   | -       | 1      | 1      |
| 28     | Honduras            | -   | -       | 1      | 1      |
| 28     | Saint Lucia         | -   | -       | 1      | 1      |

- Aggiornato al 5 dicembre 2021[3]